# Куприяновские листки
Куприяновские листки, также Новгородские листки — два листа из кириллической пергаментной рукописи. Обнаружены историком и собирателем рукописей И. К. Куприяновым в библиотеке Софийского собора в Новгороде, в 1865 году листки у него приобретает Императорская публичная библиотека (шифр F.п. I.58).
Содержат часть Евангелия.
По мнению одних учёных, датируются XI веком и происходят из России; по мнению других, концом X века и были привезены в Новгород из болгарских земель. В любом случае восточнославянские черты почти не отмечаются в их языке, а музыкальные (экфонетические) знаки, которые сопровождают текст, византийского типа.